# Djurgårdsteatern
Djurgårdsteatern, kallad ladan, var en teater i på Södra Djurgården i Stockholm och verksam mellan 1801 och 1929, från 1867 i en ny byggnad. Den grundades år 1801 och var en av få teatrar i Stockholm under tiden 1798–1842, då det rådde kungligt teatermonopol i huvudstaden.  Det kan anses ha ersatt Stenborgs Teater, som stängdes 1799.  Den var sedan en av Stockholms mest välkända teatrar fram till år 1929. Teatern brann ner två gånger, 1865 och 1929. 

## Historia

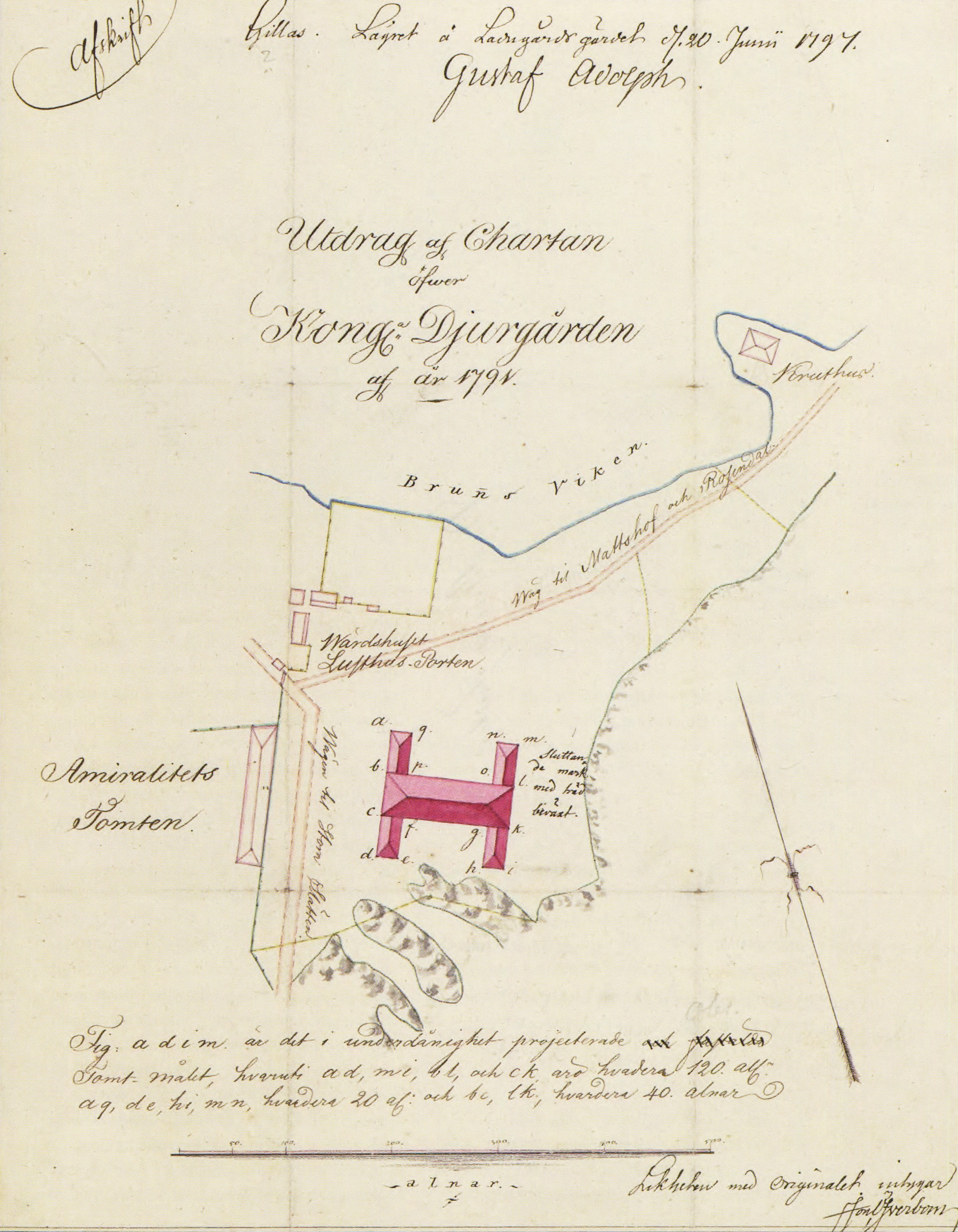
Karta över första Djurgårdsteatern, 1797.

År 1795 hade skådespelaren Abraham de Broen på Dramaten begärt och fått kungligt tillstånd att bygga och driva en teater för sig själv, sin fru och sina barn, ett privilegium för endast dem så länge de använde sig av det. År 1798 infördes ett kungligt teatermonopol som innebar att teaterverksamhet reserverades för Dramaten och Operan innanför Stockholms stadsgräns. 
Denna teater öppnade dock på Djurgården 1801, men Abraham fick inte spela på sin teater förrän 1802, eftersom han var anställd på den kungliga scenen.
Djurgårdsteatern användes av kringresande teatersällskap då de besökte Stockholm och verksam endast på somrarna, vilket betydde att den inte hotade teatermonopolet. Den kallades av detta skäl för "sommarscenen".  
Teaterns trupp sades först bestå mest av "före detta betjänter och tjänstepigor", men det var i själva verket vanligt med gästuppträdanden från kända aktörer. Många senare berömda skådespelare började också sin karriär där.  Truppen spelade inte bara i teatern utan turnerade också på landsbygden. Det beskrivs som en mindre, gemytlig, och mindre högtidlig teater.
Många av de aktörer som arbetade här blev kända i svensk teaterhistoria som ledare för sina egna omkringresande teatersällskap. Bland dem Josef August Lambert, Carl Gustaf Lönnbom, Karl Gustav Bonuvier, Fredrik Julius Widerberg, Anders Peter Berggren, Kristoffer Svanberg, Fredrik Wilhelm Ståhlberg, Erik Wilhelm Djurström och Carl Gustaf Hessler. 
Djurgårdsteatern blev en "riktig" året runt-teater efter den stora strejken Det andra Torsslowska grälet ledd av Ulrik Torsslow på Dramaten år 1834. Karl Wildner överlät de Broen-familjens teaterprivilegium på Torsslow och Pierre Joseph Deland.  Paret Torsslow, liksom andra aktörer som avskedats från Dramaten efter strejken, uppträdde då på Djurgårdsteatern om somrarna, och i Kirsteinska huset, en privatägd festlokal som användes för olika tillställningar, på vintern.   Det pågick en debatt om att upphäva teatermonopolet, och då Torsslow 1841 meddelade att han tänkte börja spela teater även på vintrarna i Djurgårdsteatern vara sig man hindrade honom eller inte, var förbudet i praktiken upphävt, vilket skedde formellt 1842.

## Gästspel i landsorten
Teatersällskapet gjorde även gästspel i landsorten. Malmö Teater vid Gustaf Adolfs torg besöktes från 14 oktober 1891-20 december 1891. Den populäraste pjäsen var 3-aktaren, Feerie-kostymspelet med dans "Fru Venus" som spelades (och förlängdes efter begäran) 26 gånger och hade 100 deltagare. Pjäsen hade även 11 målade dekorationer framställda av  B. S. Burgharts Atelier i Wien, startad 1866 av Hermann Burghart.

## Byggnad
Den första teaterbyggnaden som byggdes var en gul teaterlada. Denna byggnad såldes 1863 på auktion och monterades ner så att en ny teaterbyggnad kunde byggas upp samma år.
En brand i den gamla Djurgårdsteatern utbröt den 19 maj 1865 och förstörde hela byggnaden, just när den andra säsongen skulle inledas i den nya teatern. Teatern byggdes emellertid upp igen och återinvigdes den 20 juni 1867. Byggnaden användes därefter fram till 1929. Den brann då åter, vid en eldsvåda som utbröt den 21 juni 1929, när man gav sommarens lustspel S.k. kärlek. Huset brann upp på några timmar, men den stora skylten med pjäsens namn förblev oskadd. 
Elden började i köksregionen och spred sig mycket snabbt i det torra virket. Alla i byggnaden kunde rädda sig, men några brandmän fick lättare skador. På Skansen fruktade man att elden kunde sprida sig till bergbanans maskinrum, som låg intill teatern. Skadekostnaden beräknades till 200 000 kronor. En lång teatertradition på Djurgården hade nu gått upp i rök och man planerade en återuppbyggnad. Arkitekten Ragnar Östberg ritade en ny teater, men planerna förverkligades aldrig.
| Vänster: Första branden den 19 maj 1865, höger: andra branden den 21 juni 1929. |  | Vänster: Första branden den 19 maj 1865, höger: andra branden den 21 juni 1929. |
| Vänster: Första branden den 19 maj 1865, höger: andra branden den 21 juni 1929. |  |                                                                                 |

## Teaterdirektörer
- 1801–1804: Abraham de Broen
- 1804–1809: Maria Elisabet Grundt
- 1809–1814: Isaac de Broen
- 1814–1815: Christina Margareta Cederberg
- 1815–1835: Karl Wildner (gift med Isaacs syster Debora Aurora de Broen)
- 1835–1837: Pierre Deland
- 1835–1849: Ulrik Torsslow (1835–37 tillsammans med Deland)
- 1849–1861: Pierre Deland (andra gången)